# تامايومي
تامايومي (باليابانية: 球詠، بالروماجي: Tamayomi) هي سلسلة مانغا يابانية من تأليف مونتين باكوبتشي، نشرت من قبل هوبونشا في مجلة Manga Time Kirara Forward، منذ أبريل 2016.تم تجمع فصول المانغا في 8 مجلدات تانكوبون. أنتجت إلى مسلسل أنمي تلفزيوني من قبل استوديو أي - كات، عرض الأنمي في 1 أبريل عام 2020 واستمر عرضه حتى 17 يونيو عام 2020، وتكون من 12 حلقة.

## القصة
تدور أحداث القصة عن يومي تاكيدا هي فتاة أحبت لعبة كرة القاعدة، واعتادت على اللعب مع صديقتها تاماكي يامازاكي منذ أن كانا طفلتين. منذ ذلك الحين اكتشفت يومي موهبتها في رمي الكرة، تعاهدة الفتاتان على مواصلة لعب كرة قاعدة حتى عندما يكبران، وبعد فترة قصيرة أفترقت الفتاتان.

## الشخصيات
يومي تاكيدا (باليابانية: 武田 詠深، بالروماجي: Takeda Yomi)
أداء صوتي: كاوري مايدا
تاماكي يامازاكي (باليابانية: 山崎 珠姫، بالروماجي: Yamazaki Tamaki)
أداء صوتي: ساتومي أمانو
يوشينو كاواغوتشي (باليابانية: 川口 芳乃، بالروماجي: Kawaguchi Yoshino)
أداء صوتي: ناو شيراكي
إيبوكي كاواغوتشي (باليابانية: 川口 息吹، بالروماجي: Kawaguchi Ibuki)
أداء صوتي: ميو توميتا
ريو كاواساكي (باليابانية: 川﨑 稜، بالروماجي: Kawasaki Ryō)
أداء صوتي: رينا كيتاجاوا
سوميري فوجيتا (باليابانية: 藤田 菫، بالروماجي: Fujita Sumire)
أداء صوتي: ماري هاشيموتو
ري أوكادا (باليابانية: 岡田 怜، بالروماجي: Okada Rei)
أداء صوتي: يومي مياموتو
ريسا فوجيوارا (باليابانية: 藤原 理沙، بالروماجي: Fujiwara Risa)
أداء صوتي: أيري إينو
شيراغيكو أومورا (باليابانية: 大村 白菊، بالروماجي: Ōmura Shiragiku)
أداء صوتي: رينا هونيزومي
نوزومي ناكامورا (باليابانية: 中村 希، بالروماجي: Nakamura Nozomi)
أداء صوتي: روريكو نوغوتشي
كيوكا فوجي (باليابانية: 藤井 杏夏، بالروماجي: Fujii Kyōka)
أداء صوتي: هاروكا يوشيمورا

## وصلات خارجية
- موقع الأنمي الرسمي باللغة اليابانية
- تامايومي على موقع ANN manga (الإنجليزية)